# 공급거부
공급거부(供給拒否)란 행정법상의 의무를 위반한 자에 대하여 행정상의 급부나 재화의 공급을 거부하는 행위를 말한다. 건축법상의 명령이나 처분에 위반하여 행정청의 시정명령을 받고 이행하지 아니한 건축물에 대한 전기, 전화, 수도의 공급중지 등이 그 예이다.

## 법적 근거
공급거부는 국민의 권익에 중대한 영향을 미치는 것이므로 법적 근거를 요함이 물론이다. 현행법상 공급거부에 관하여 규정하고 있는 대표적인 법률은 건축법이다. 그러나 건축법도 2005.11.8 개정에 의해 규정삭제되었다.  다만 관허사업의 제한으로 대체될 수 있다.

## 한계
행정상의 서비스나 재화는 국민의 일상생활에 있어 불가결한 것이기 때문에 행정법상의 의무위반자에 대해 그 공급을 거부하는 것이 어느 범위까지 허용되는지가 문제된다. 일반적으로 말하면 행정상의 수단은 본래 예정되어 있는 목적과 다른 목적을 위하여 강제수단으로 활용될 수 있는가의 문제인데, 법치행정의 원리 그 중에서도 법률유보원칙과의 조화의 관점, 과잉금지원칙의 관점에서 검토되어야 한다. 또한 이 문제는 부당결부금지원칙의 문제가 된다.

## 같이 보기
- 건축법
- 부당결부금지원칙

## 참고 문헌
- 김철용, 행정법, 고시계사, 2013. ISBN 9788958224174